# Epania fulvonotata
Epania fulvonotata är en skalbaggsart som först beskrevs av Nonfried 1894.  Epania fulvonotata ingår i släktet Epania och familjen långhorningar. Inga underarter finns listade i Catalogue of Life.